# Peter van Doorn
Pieter "Peter" van Doorn (nascido em 29 de janeiro de 1946) é um ex-ciclista holandês, que foi ativo entre 1969 e 1975. Entre 1969 e 1972, conquistou quatro títulos nacionais consecutivos no tandem. Nos Jogos Olímpicos de Munique 1972 disputou as provas de velocidade, 1 km contrarrelógio e tandem de 2 km, terminando em quinto, décimo primeiro e quinto, respectivamente.